# تالاسند
تالاسند (انگلیسی: Talascend) شرکت مهندسی آمریکایی است، که در سال ۲۰۰۹ تأسیس شد.